# The Diary of a Teenage Girl
Pour plus de détails, voir Fiche technique et Distribution.
The Diary of a Teenage Girl  est un film dramatique américain réalisé par Marielle Heller et sorti en 2015.
Ce film est une adaptation du roman graphique de Phoebe Gloeckner.

## Fiche technique
- Titre : The Diary of a Teenage Girl
- Réalisation : Marielle Heller
- Scénario : Phoebe Gloeckner, Marielle Heller
- Musique : Nate Heller
- Costumes : Carmen Grande
- Producteurs : Anne Carey, Bert Hamelinck, Madeline Samit, Miranda Bailey
- Pays d’origine :  États-Unis
- Genre : film dramatique
- Dates de sortie :
  -  États-Unis : 7 août 2015
  -  Belgique : 21 octobre 2015

## Distribution
- Bel Powley (VF : Alexia Papineschi) : Minnie Goetze
- Alexander Skarsgård (VF : Nessym Guetat) : Monroe Rutherford
- Kristen Wiig : Charlotte Worthington
- Christopher Meloni (VF : Jérôme Rebbot) : Pascal McCorkill
- Austin Lyon : Ricky Wasserman
- Madeleine Waters : Kimmie Minter
- Margarita Levieva (VF : Karine Foviau) : Tabatha
- Quinn Nagle : Chuck Saunders
- Abigail Wait (VF : Clara Quilichini) : Gretel
- John Parsons : Burt

 Source et légende : version française (VF) sur RS Doublage

## Distinctions

### Récompenses
- Berlinale 2015 : Grand Prix Generation 14plus[4]

- Gotham Awards 2015 : meilleure actrice pour Bel Powley

### Nominations et sélections
- Gotham Awards 2015 :
  - Meilleur film
  - Bingham Ray Breakthrough Director pour Marielle Heller